# Simon (Joinville)

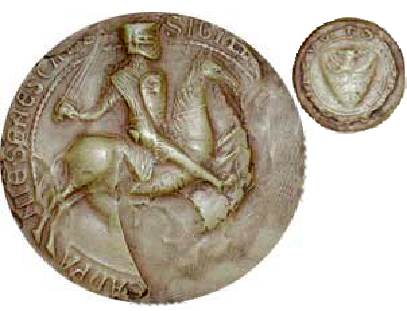
Siegel

Simon von Joinville († Mai 1233) war Herr von Joinville und Seneschall von Champagne. Er war ein jüngerer Sohn des Herren Gottfried IV. von Joinville und dessen Ehefrau Hélius von Dampierre.

## Biographie

Wappen der Joinvilles

Simon folgte um 1204 seinem im heiligen Land gefallenen Bruder Gottfried V. als Herr von Joinville nach. Zwischen dem Juni 1209 und dem März 1210 ist Simon im Heer des Albigenserkreuzzuges engagiert und nahm an Kämpfen in der Region um die Burg Montségur teil.
In seiner Heimat war Simon seit 1216 in den Erbfolgekrieg um die Champagne verwickelt. Er hatte die Partei der Prätendentin Philippa (eine Tochter Graf Heinrichs II.) und deren Ehemann Érard de Brienne ergriffen, gegen seinen amtierenden Grafen Theobald IV. und dessen Mutter Blanka. Grund war das Amt eines Seneschalls der Grafen von Champagne, in dem Simon 1206 erstmals überliefert ist. Dieses Amt war in seiner Familie de facto erblich, Simon aber wollte diesen Zustand rechtsgültig machen was ihm aber von Gräfin Blanka verwehrt wurde. Er wurde dafür, wie alle Aufständischen, sowohl von Papst Honorius III. als auch dem Bischof von Châlons exkommuniziert. Nachdem auch der mächtigste Unterstützer der Aufständischen, Herzog Theobald I. von Lothringen, 1218 durch König Friedrich II. geschlagen wurde, musste sich auch Simon unterwerfen, die Exkommunikation gegen ihn wurde darauf im Juli 1218 aufgehoben. Dennoch erhielt er von Gräfin Blanka die Erblichkeit des Seneschallats zugesagt, worauf Simon seinen Lehnsherren in Zukunft treu bleiben sollte.
Noch im Juli 1218 hatte Simon das Kreuz genommen und nahm am Fünften Kreuzzug teil, von dem er im September 1220 in die Heimat zurückkehrte. Dort schlichtete er 1221 als Seneschall einen Streit zwischen der Gräfin Blanka und dem Grafen von Rethel. Gemeinsam mit Graf Theobald IV. schloss er sich 1226 den rebellischen Baronen Frankreichs gegen die Regentschaft der Königin Blanka von Kastilien an, wechselte aber im Januar 1227 mit seinem Grafen auf ihre Seite über. Die Barone richteten daher ihren Kampf auf die Champagne, wo Simon 1229 Troyes gegen die Grafen von Bar und Boulogne erfolgreich verteidigte und anschließend das Barrois verwüstete, wofür er von dem Bischof von Toul (ein Verbündeter des Grafen von Bar) exkommuniziert wurde. Die Kämpfe endeten 1230 nach einer Intervention von Königin Blanka.
Im März 1233 wurde Simon von Graf Theobald IV. erneut die Erblichkeit des Seneschallats, für das er lange gekämpft hatte, verbrieft, wenige Tage danach verstarb er.

## Ehen und Nachkommen
In erster Ehe, geschlossen zwischen 1205 und 1209, war Simon mit Ermengarde de Montclair († 1218) verheiratet. Die Kinder des Paares waren:
- Gottfried († 1232/33), Herr von Montclair
- Isabella († 1268 oder später), Erbin von Montclair; ⚭ Simon de Clermont
- Beatrix († vor Mai 1249)

In zweiter Ehe heiratete Simon noch vor 1224 Beatrix von Auxonne († 11. April 1260), Tochter des Grafen Stephan III. von Auxonne. Beatrix entstammte väterlicherseits einer Nebenlinie des alten Hauses Burgund-Ivrea und kann das Kaiserhaus der Staufer zu ihren Verwandten zählen. Sie war in erster, geschiedener Ehe mit Aimon II. de Faucigny verheiratet, mit dem sie zwei Töchter hatte, von denen eine den Grafen Peter II. von Savoyen heiratete. Beatrix’ Erbgut bestand aus der Burg von Marnay. Nach dem Tod ihres zweiten Mannes nahm sie für ihren unmündigen ältesten Sohn das Amt der Seneschallin (Senescalissa Campanie) wahr. Als der Älteste mündig wurde, übernahm Beatrix die Burg von Vaucouleurs und verwaltete diese bis zur Mündigkeit des zweiten Sohnes. Danach zog sie sich auf ihr Erbe Marnay zurück, das sie ihrem dritten Sohn vermachte. Die Kinder Simons und Beatrix’ waren:
- Johann (Jean) (* 1224 oder 1225; † 24. Dezember 1317), Herr von Joinville und Seneschall von Champagne, Biograph König Ludwigs IX. des Heiligen
- Gottfried († 21. Oktober 1314 in Trim), Herr von Vaucouleurs, Stammvater der Joinvilles in England (Lords of Geneville); seine Enkelin Joan war die Ehefrau von Roger Mortimer, 1. Earl of March
- Simon († 3. Juni 1276), Herr von Marnay, Stammvater der Herren von Gex (bis 1347)
- Wilhelm († 1268 oder später), Erzdiakon von Salins
- Marie († nach dem Juni 1256), ⚭ Jean de Til-Châtel
- Heloise († nach dem 21. Oktober 1312), ⚭ Jean I. de Faucogney († vor 1271)

## Einzelnachweis
1. ↑  L'Estoire de Eracles empereur Liv. 32, Cap. III, in: Recueil des historiens des croisades (1859), Historiens Occidentaux II, S. 331. Hier Symon de Gienvile genannt.

| Vorgänger    | Amt                          | Nachfolger |
| ------------ | ---------------------------- | ---------- |
| Gottfried V. | Herr von Joinville 1204–1233 | Johann     |

| Personendaten    | Personendaten                                   |
| ---------------- | ----------------------------------------------- |
| NAME             | Simon                                           |
| ALTERNATIVNAMEN  | Simon von Joinville (vollständiger Name)        |
| KURZBESCHREIBUNG | Herr von Joinville und Seneschall von Champagne |
| GEBURTSDATUM     | 12. Jahrhundert                                 |
| STERBEDATUM      | Mai 1233                                        |